# Union sportive Bilombe
Maillots
Actualités
l'US Bilombe est un club de football congolais basé actuellement à bukavu.

## Histoire
En 1961 et 1962, sous la houlette de Jean Aimé Longby son président et de Louis Roger Dongo (vice président), le FC Union  Infanterie réalisa au championnat de Léo un doublé historique en remportant  deux fois successivement le championnat. Avec son armada composée de Mbaki Tanzi dit Bacchus Système, Mina, Vimpi Matelot, Makanda dit Trois Hommes, Mampio Buniamère, Morgado, Lepère Mampuya, Levic Lukumina, Léa Ndjo, Benjamin Ekaba dit Technicien, Santos Nganga, Didi Lessa dit le Roi des têtes et l'ailier gauche Zoao alias Sekele, cette équipe fut irrésistible. En 1962, l'AS Bilima fait une tentative de corruption des joueurs de cette dernière équipe lors du match de barrage qui les opposera pour désigner le champion de la saison, match qui s’était soldé à l’avantage des unionistes, Papa Kalala, pourtant un ancien président de Dragons dont la probité morale n’avait pas de pareil appliqua les règlements en toute objectivité. C’est sans pitié qu’il décida la relégation des Monstres en seconde division.
En 1975, dirigés par le président  Benamukuele alias Yankee, les rouges et noirs furent le prototype de ces formations dont les joueurs avaient « le football dans leur sang » tels que De Mbuya le gardien de buts, Ngoy Bavon dit Essence, Thagar, Jacques Bokoko, Pala, Diasonama, Mbunga Jésus, Capitaine Bamango, Kabasu Babo, Jean Bisi, Mbungu Taty, Adede Moke et autres font partie d'une génération qui n’avait pour ambition que de gagner. Cette équipe qui avait ses racines dans la commune de Kasa Vubu, faute des moyens, a disparu.
Dans les années 1990, le club fut transféré à Bukavu.

## Palmarès
- EUFBUK
  - Vainqueur : 1996
- EPFKIN
  - Vainqueur : 1961, 1962

- Coupe du Congo
  - Vainqueur : 1992[3]
- Ligue 1
  - Champion : 1992[4]

## Participation en Compétition de la CAF
- Coupe d'Afrique des Clubs Champion: 1 participation

1993 - abandonne la compétition au 1er tour

## Personnalités du club

### Anciens joueurs
- Raoul Shungu
- Wakanga Messo

### Entraîneurs
- Pierre Mwana Kasongo

- 1988-1989 :  Raoul Shungu
- Maome Lunanga